# Chenanisaurus
Chenanisaurus barbaricus
Genre
Espèce
Chenanisaurus barbaricus, unique représentant du genre Chenanisaurus, est une espèce de dinosaures théropodes de la famille des Abelisauridae. C'était un prédateur découvert dans les phosphates de Maastrichtien supérieur du bassin de Ouled Abdoun au Maroc, en Afrique du Nord. Il est connu d'après un holotype constitué d'un dentaire partiel, de quatre dents et de quelques dents isolées qui lui sont attribuées.

## Description

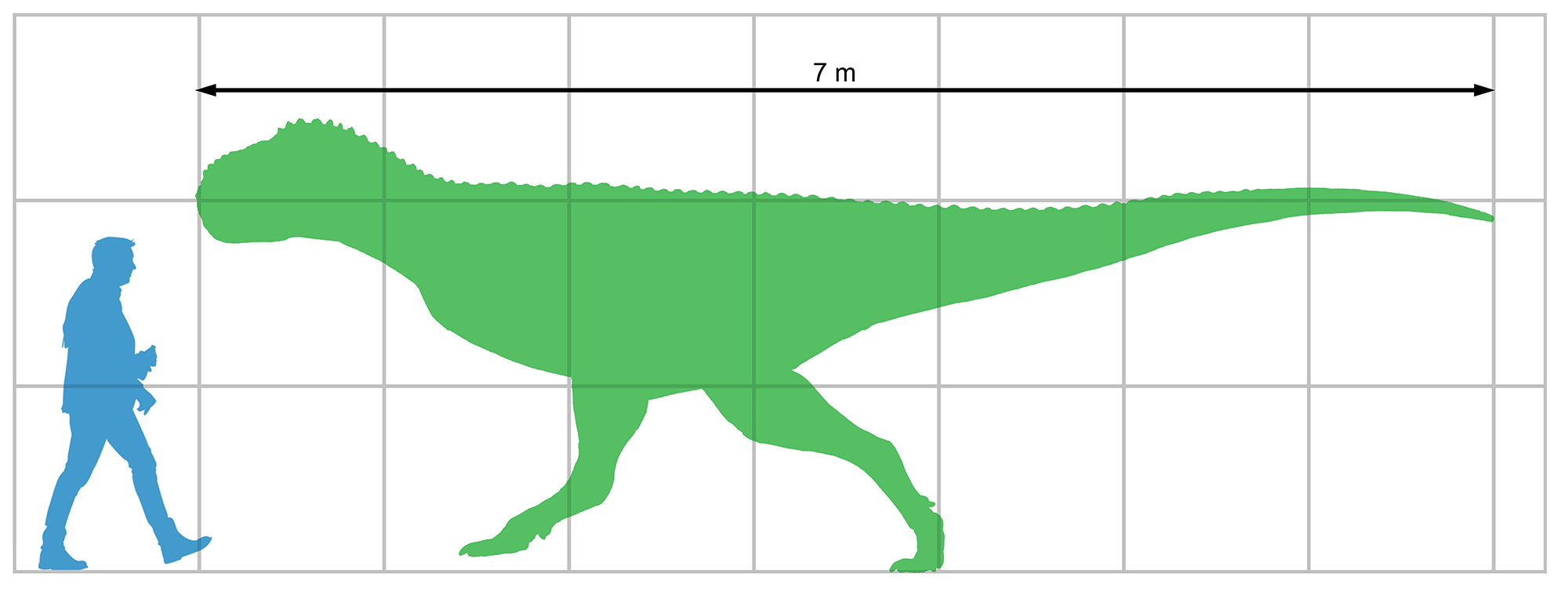
Taille de Chenanisaurus barbaricus comparée à un humain.

Chenanisaurus est un assez gros abelisauridé, mesurant de 7 à 8 mètres de long, sur la base des mesures du dentaire de l'holotype, dépassées ou égalées en taille uniquement par de très gros abélisauridés tels que Carnotaurus et Pycnonemosaurus.
Nicholas R. Longrich et ses collaborateurs, qui ont décrit Chenanisaurus, ont pu établir certaines caractéristiques distinctives. La mâchoire inférieure est haute, tandis que le dentaire est plié en vue de côté. La rainure latérale et les foramens associés sont situés haut sur la surface externe du dentaire. Le bord antérodorsal du dentaire est courbé vers le bas. La symphyse des mâchoires inférieures est fortement construite tandis que le bord d'attaque est vertical en vue de côté. Les points de la mâchoire avant sont larges en vue en plan et se rencontrent à un angle obtus.
La caractéristique la plus frappante de la mandibule est l'extrême hauteur, en particulier par rapport aux dents relativement courtes. Cela semble indiquer que la mâchoire est également très courte, avec une construction encore plus extrême que celle observée dans le genre apparenté Carnotaurus. La mâchoire se plie vers le bas pour se terminer en un point émoussé profond. À l'arrière, il y a un profond sillon au-dessus avec une rangée de foramina qui s'ouvrent vers le haut par une série de rainures verticales. La position haute est une caractéristique basale. La face inférieure externe montre une décoration de fosses et de crêtes entrelacées. Les plaques interdentaires avant sont très hautes mais elles s'abaissent rapidement vers l'arrière de la mâchoire. Les alvéoles sont rectangulaires en vue de dessus. La mâchoire porte au moins dix dents. Celles-ci sont relativement minces, mais les dents antérieures ont une section transversale en forme de D avec la convexité tournée vers l'extérieur; les dents postérieures sont en forme de dague et plus aplaties. Les arêtes de coupe sont convexes et présentent jusqu'à 13 denticules par cinq millimètres à la base de la couronne et jusqu'à huit denticules près de l'apex. Ils ont de petites rainures de sang. L'émail a une structure irrégulière sans ornement clair.

## Découverte et nommage
L'holotype est étiqueté OCP DEK-GE 772. Des dents individuelles prélevées dans la région environnante, deux dents prémaxillaires portant les appellations OCP DEK-GE 457 et DEK-GE 458 et la dent maxillaire WDC-CCPM-005 déjà décrite en 2005, ont été référées à Chenanisaurus en raison de leur similitude avec les dents de l'holotype. Chenanisaurus doit son nom aux mines de Sidi Chennane, où il a été découvert. Son nom spécifique, barbaricus, se traduit par « barbare » et fait référence à Barbary.

## Classification

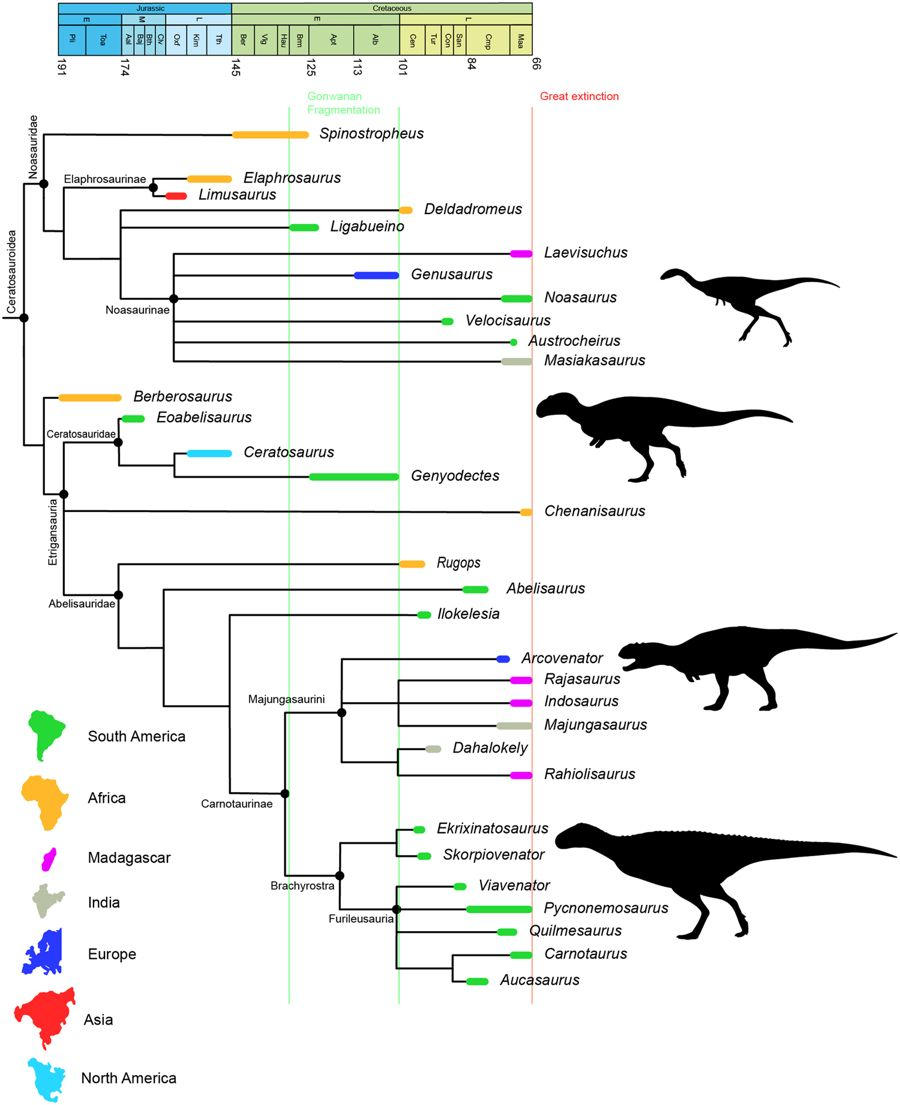
L'analyse phylogénétique incluant Chenanisaurus, basée sur celle de Wang et al. (2017).

En 2017, Chenanisaurus a été placé chez les Abelisauridae dans une position basale à l'extérieur des Abelisaurinae et des Carnotaurinae. Même s'il ressemble aux abelisauridés de carnotaurine pour ce qui est de la morphologie de la mâchoire, Chenanisaurus peut appartenir à un groupe encore non décrit d'abelisauridés unique en Afrique. Seules des recherches ultérieures détermineront les véritables relations de cette espèce.

## Paléobiologie

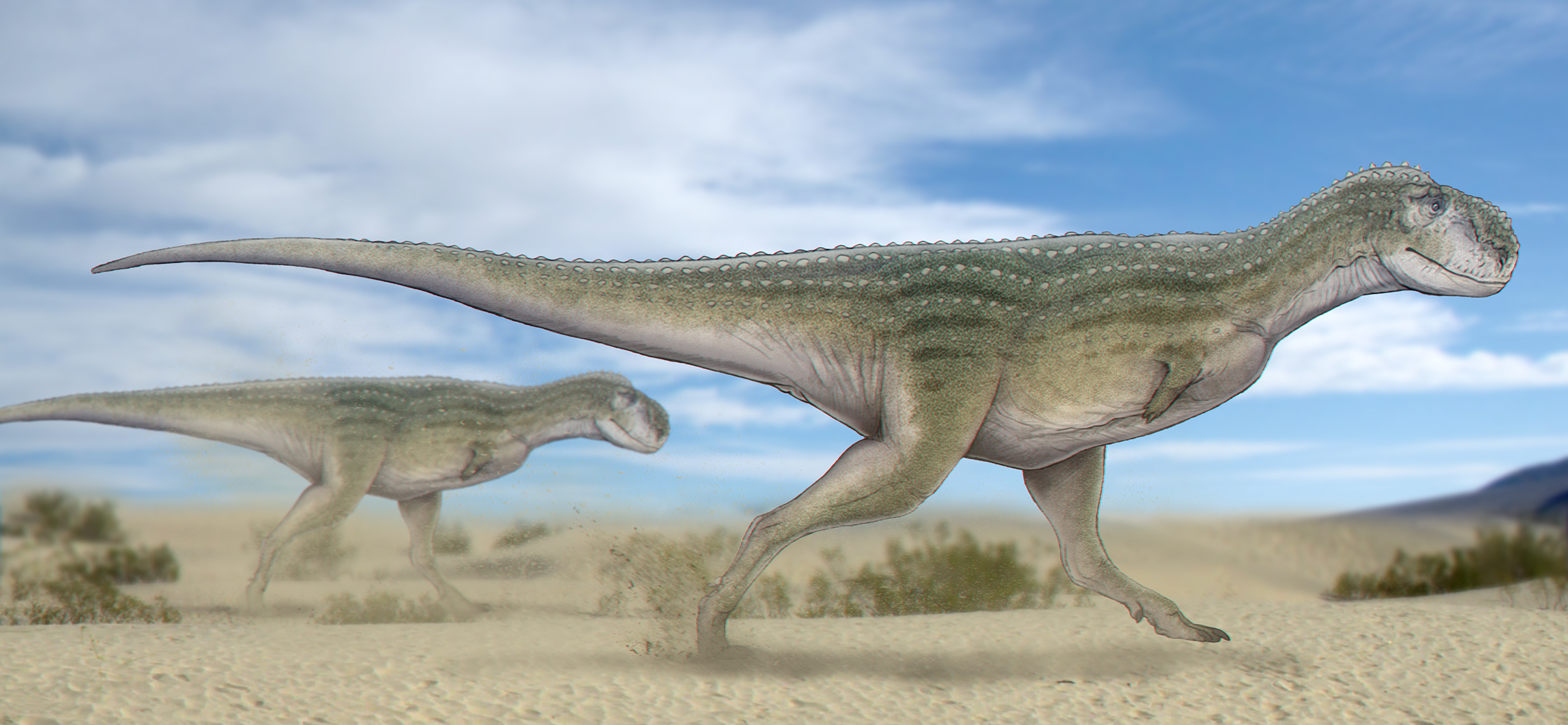
Deux Chenanisaurus qui sprintent le long d'une côte

Chenanisaurus était un prédateur, comme d'autres abélisauridés. Compte tenu de sa taille, il aurait pu chasser des proies relativement grandes. La tête et les mâchoires courtes que cet abélisauridé avait associées à des dents hautes et solides, sont expliquées comme une adaptation en tant que tactique de chasse spéciale de l'animal, avec des mâchoires béantes enfonçant les flancs ou les flancs de sa proie pour arracher une morceau de viande. Dans les mêmes couches dans lesquelles se trouve Chenanisaurus, on a également trouvé des restes de titanosaures, qui auraient constitué une proie convenable. Les auteurs de la description ont indiqué que d'autres continents faisant auparavant partie du Gondwana présentent également une combinaison comparable de la faune titanosaure et abélisauridé. La découverte de Chenanisaurus et de ces fragments de titanosauridés indique également qu’en Afrique, une faune d’abélisauridés / titanosaures existait juste avant l’extinction du Crétacé-Paléocène, ce qui suggère que l’assemblage faunique du Gondwana était relativement stable jusqu’à ce moment-là. Les restes de Chenanisaurus ont été découverts dans des gisements marins comprenant la plupart des mines de phosphate de Sidi Chennane, ce qui indique que le théropode post-mortem avait été emporté par la mer, où le spécimen holotype s'était fossilisé.

## Publication originale
- (en) Nicholas R. Longrich, Xabier Pereda-Suberbiola, Nour-Eddine Jalil, Fatima Khaldoune et Essaid Jourani, « An abelisaurid from the latest Cretaceous (late Maastrichtian) of Morocco, North Africa », Cretaceous Research, Elsevier, vol. 76,‎ août 2017, p. 40-52 (ISSN 0195-6671 et 1095-998X, OCLC 36935308, DOI 10.1016/J.CRETRES.2017.03.021).